# Bendosari (Gebang)
Bendosari is een bestuurslaag in het regentschap Purworejo van de provincie Midden-Java, Indonesië. Bendosari telt 852 inwoners (volkstelling 2010).